# 夏空サイダー
「夏空サイダー」は、神聖かまってちゃんの楽曲。
2018年5月11日に各種音楽配信サービスにてリリースされた。

## 概要
- アルバム『ツン×デレ』に収録されている楽曲「秋空サイダー」のショートバージョンである。
- アルバム収録に伴いタイトルが変更されているのは、楽曲の本来のタイトルが「秋空サイダー」であったが、配信するにあたって、秋になっていなかったというのが理由である[3]。
- 配信リリースの際には、フューチャリングアーティストが伏せられていたが、アルバムリリース前に行われたライブ配信にて正体が、リーガルリリーのたかはしほのかであったと明かされた[4]。

## 収録内容
| #         | タイトル                                                          | 作詞・作曲 | 編曲               | 時間 |
| --------- | ----------------------------------------------------------------- | ---------- | ------------------ | ---- |
| 1.        | 「夏空サイダー (Short Edit) ［東京都出身 20才 女性 Vocal Ver.］」 | の子       | 神聖かまってちゃん | 1:35 |
| 合計時間: | 合計時間:                                                         | 合計時間:  | 合計時間:          | 1:35 |